# Horwich
Horwich ist eine Stadt und eine Civil parish im Metropolitan County Greater Manchester in England mit 19.312 Einwohnern.

## Geografie
Horwich liegt in der Region North West England, zwischen Manchester und Preston. Der Ort liegt 8,5 km südöstlich von Chorley, 9,3 km nordwestlich von Bolton und 32 km nordwestlich von Manchester am südlichen Rand der West Pennine Moors. Die Autobahn M61 führt südlich und westlich Horwichs in der Nähe vorbei.
Seit April 1974 wird sie durch die Metropolitan Borough of Bolton verwaltet.

## Sehenswürdigkeiten
- Macron Stadium (früher Reebok Stadium; Heimatstadion der Bolton Wanderers)
- West Pennine Moors

## Söhne und Töchter der Stadt
- Joan Fleming (1908–1980), Schriftstellerin
- John Walton (1928–1979), Fußballspieler
- Paul Mariner (1953–2021), Fußballspieler
- Vernon Kay, Schauspieler